# Игнатьево (Раменский район)
Игна́тьево — село в Раменском городском округе Московской области. Население — 140 чел. (2010).

## Название
В XVI веке упоминается как Игнатовская, в XVII веке — Игнатьевская, с начала XVIII века — Игнатьево.

## География
Село Игнатьево расположено в восточной части Раменского района, примерно в 17 км к востоку от города Раменское. Высота над уровнем моря 138 метров. Рядом с селом протекает река Дорка. К селу приписано СНТ Заря. Ближайшие населённые пункты — деревни Жирово и Володино.

## История

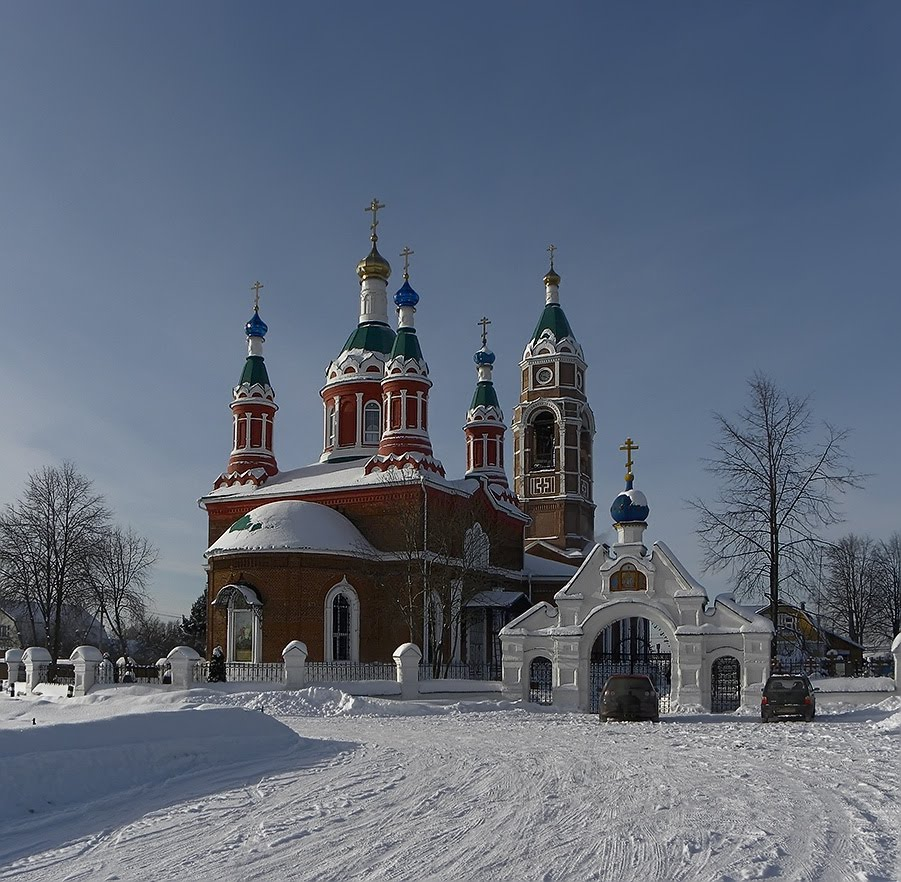
Игнатьево, церковь Георгия Победоносца в зимнее время

В 1926 году село являлось центром Игнатьевского сельсовета Карповской волости Богородского уезда Московской губернии.
С 1929 года — населённый пункт в составе Раменского района Московского округа Московской области.
До муниципальной реформы 2006 года село входило в состав Новохаритоновского сельского округа Раменского района.
Позднее входило в состав сельского поселения Новохаритоновское.

## Население
| 1926 | 2002 | 2010 |
| ---- | ---- | ---- |
| 313  | ↘150 | ↘140 |

В 1926 году в селе проживало 313 человек (145 мужчин, 168 женщин), насчитывалось 83 хозяйства, из которых 23 было крестьянских. По переписи 2002 года — 150 человек (67 мужчин, 83 женщины).

## Достопримечательности
- Церковь Георгия Победоносца